# Hubbard (Nebraska)
Hubbard – wieś w Stanach Zjednoczonych, w stanie Nebraska, w hrabstwie Dakota.